# The Game (Magnus Lindgren-album)
The Game från 2003 är ett musikalbum med Magnus Lindgren Quartet.

## Låtlista
Alla låtar är skrivna av Magnus Lindgren om inget annat anges.
1. Holyem – 6:32
2. Seven is Heaven (Mathias Algotsson) – 5:30
3. The Game – 5:57
4. When You Go – 7:00
5. Ethnomore – 5:50
6. Softly as in a Morning Sunrise (Sigmund Romberg/Oscar Hammerstein) – 4:20
7. Sofia kom hem (Fredrik Jonsson) – 3:35
8. Blue Star – 5:25
9. Caravan (Juan Tizol/Irving Mills) – 6:01

## Medverkande
- Magnus Lindgren – saxofon, flöjt
- Mathias Algotsson – piano
- Fredrik Jonsson – bas
- Jonas Holgersson – trummor